# Marianna Abgrall
Pour les articles homonymes, voir Abgrall.
Marianna Abgrall (née le 15 mars 1850 à Lampaul-Guimiliau, décédée le 6 mars 1930) est l'autrice de chansons populaires, de poèmes et de textes en breton, écrits au sein du Bleun Brug et parus dans la revue Feiz ha Breiz, « au talent si breton en vers et en prose » selon Charles-Henri Pérennès.
Elle est la sœur de Jean-Marie Abgrall, chanoine et historien et de Jean-François Abgrall, qui fut missionnaire au Tonkin de 1887 jusqu'à sa mort en 1929.

## Publications
- Gwinizh hepken. Al Liamm - Brest. 1962.  trad. par Herri Caouissin, ill. par Xavier Haas. Texte suivi d'une traduction résumée en français par Herri Caouissin.